# Novosvitlivka
Novosvitlivka (în ucraineană Новосвітлівка) este o așezare de tip urban din raionul Krasnodon, regiunea Luhansk, Ucraina. În afara localității principale, mai cuprinde și satele Katerînivka și Lîse.

## Demografie
Componența lingvistică a așezării de tip urban Novosvitlivka
     Ucraineană (54,43%)
     Rusă (45,1%)
     Alte limbi (0,47%)
Conform recensământului din 2001, majoritatea populației așezării de tip urban Novosvitlivka era vorbitoare de ucraineană (54,43%), existând în minoritate și vorbitori de rusă (45,1%).